# Simona Krupeckaitė
Simona Krupeckaitė (Utena, 13 dicembre 1982) è una pistard lituana, vincitrice di due titoli mondiali, uno nel keirin e uno nei 500 metri a cronometro.
In palmarès vanta un totale di tredici medaglie iridate, oltre ai due ori, anche cinque argenti e sei bronzi, conseguiti dal 2004 al 2018, e la vittoria in quindici prove di Coppa del mondo. Ha inoltre partecipato a cinque edizioni dei Giochi olimpici, 2004, 2008, 2012, 2016 e 2020, pur senza ottenere medaglie.
È stata anche detentrice di due record del mondo UCI, quello nei 200 metri lanciati, 10"793, dal 29 maggio 2010 al 5 aprile 2012, e quello nei 500 metri a cronometro, 33"296, dal 25 marzo 2009 all'8 aprile 2012.

## Palmarès
- 2004

2ª prova Coppa del mondo, Keirin (Aguascalientes)
- 2008

3ª prova Coppa del mondo 2008-2009, Velocità (Cali)
3ª prova Coppa del mondo 2008-2009, 500 metri a cronometro (Cali)
3ª prova Coppa del mondo 2008-2009, Keirin (Cali)
- 2009

4ª prova Coppa del mondo 2008-2009, Velocità (Pechino)
4ª prova Coppa del mondo 2008-2009, 500 metri a cronometro (Pechino)
4ª prova Coppa del mondo 2008-2009, Keirin (Pechino)
Campionati del mondo, 500 metri a cronometro
1ª prova Coppa del mondo 2009-2010, Keirin (Manchester)
3ª prova Coppa del mondo 2009-2010, Velocità (Cali)
3ª prova Coppa del mondo 2009-2010, 500 metri a cronometro (Cali)
- 2010

Campionati lituani, Keirin
Campionati lituani, Velocità a squadre
Campionati lituani, Velocità
Campionati del mondo, Keirin
Grand Prix de Saint-Denis, Velocità
- 2011

2ª prova Coppa del mondo 2011-2012, Keirin (Cali)
- 2012

4ª prova Coppa del mondo 2011-2012, Keirin (Londra)
Coppa del mondo 2011-2012, Keirin
Campionati europei, Keirin
Campionati europei, Velocità a squadre (con Gintarė Gaivenytė)
- 2014

Japan Track Cup #1, Keirin
Japan Track Cup #2, Keirin
- 2015

Panevėžys International Event, Velocità
Panevėžys International Event, Keirin
Grand Prix of Poland, Velocità
Grand Prix of Poland, Keirin
Grand Prix of Poland, Velocità a squadre (con Miglė Marozaitė)
- 2016

3ª prova Coppa del mondo 2015-2016, Keirin (Hong Kong)
Grand Prix of Minsk, Velocità
Grand Prix of Tula, Velocità
Grand Prix of Tula, Keirin
Memorial Lesnikov, Velocità
Memorial Lesnikov, Keirin
Panevėžys International Event, Velocità
Panevėžys International Event, Keirin
Grand Prix of Poland, Velocità
Campionati europei, Velocità
1ª prova Coppa del mondo 2016-2017, Velocità (Glasgow)
1ª prova Coppa del mondo 2016-2017, Keirin (Glasgow)
- 2017

Panevėžys International Event, Velocità
Panevėžys International Event, Keirin
Troféu Literio Augusto Marques, Velocità
- 2019

Grand Prix of Tula, Velocità
Giochi europei, Keirin
Panevėžys International Track Race, Velocità a squadre (con Miglė Marozaitė)
Panevėžys International Track Race, Velocità
Panevėžys International Track Race, Keirin

## Piazzamenti

### Competizioni mondiali
- Campionati del mondo

Stoccarda 2003 - 500 metri: 15ª
Melbourne 2004 - 500 metri: 3ª
Melbourne 2004 - Velocità: 7ª
Melbourne 2004 - Keirin: 6ª
Los Angeles 2005 - 500 metri: 8ª
Los Angeles 2005 - Velocità: 9ª
Los Angeles 2005 - Keirin: 15ª
Bordeaux 2006 - 500 metri: 5ª
Bordeaux 2006 - Velocità: 5ª
Bordeaux 2006 - Keirin: 9ª
Palma di Maiorca 2007 - 500 metri: 4ª
Palma di Maiorca 2007 - Velocità: 5ª
Palma di Maiorca 2007 - Keirin: 12ª
Manchester 2008 - 500 metri: 2ª
Manchester 2008 - Velocità: 2ª
Manchester 2008 - Keirin: 6ª
Pruszków 2009 - 500 metri: vincitrice
Pruszków 2009 - Velocità a squadre: 3ª
Pruszków 2009 - Velocità: 3ª
Pruszków 2009 - Keirin: 12ª
Ballerup 2010 - 500 metri: 2ª
Ballerup 2010 - Velocità a squadre: 3ª
Ballerup 2010 - Velocità: 3ª
Ballerup 2010 - Keirin: vincitrice
Apeldoorn 2011 - Velocità a squadre: 6ª
Apeldoorn 2011 - Velocità: 2ª
Apeldoorn 2011 - Keirin: 13ª
Melbourne 2012 - Velocità a squadre: 16ª
Melbourne 2012 - Velocità: 2ª
Melbourne 2012 - Keirin: 8ª
Saint-Quentin-en-Yvelines 2015 - Velocità a squadre: 7ª
Saint-Quentin-en-Yvelines 2015 - Keirin: 21ª
Londra 2016 - Keirin: 17ª
Hong Kong 2017 - Velocità: 4ª
Hong Kong 2017 - Keirin: 6ª
Apeldoorn 2018 - Velocità: 7ª
Apeldoorn 2018 - Keirin: 3ª
Pruszków 2019 - Velocità a squadre: 7ª
Pruszków 2019 - Velocità: 14ª
Pruszków 2019 - Keirin: 12ª
Berlino 2020 - Velocità a squadre: 9ª
Berlino 2020 - Velocità: 8ª
Berlino 2020  - Keirin: 27ª
- Giochi olimpici[1]

Atene 2004 - 500 metri: 4ª
Atene 2004 - Velocità: 7ª
Pechino 2008 - Velocità: 8ª
Londra 2012 - Keirin: 7ª
Londra 2012 - Velocità: 5ª
Rio de Janeiro 2016 - Keirin: 11ª
Rio de Janeiro 2016 - Velocità: 7ª
Tokyo 2020 - Velocità a squadre: 5ª
Tokyo 2020 - Keirin: 19ª
Tokyo 2020 - Velocità: 19ª

### Competizioni europee
- Campionati europei su pista

Pruszków 2010 - Velocità: 3ª
Pruszków 2010 - Keirin: 2ª
Apeldoorn 2011 - Velocità: 6ª
Apeldoorn 2011 - Keirin: 5ª
Panevėžys 2012 - Velocità a squadre: vincitrice
Panevėžys 2012 - Velocità: 3ª
Panevėžys 2012 - Keirin: vincitrice
Baie-Mahault 2014 - Velocità: 5ª
Baie-Mahault 2014 - Keirin: 5ª
Grenchen 2015 - Velocità: 5ª
Saint-Quentin-en-Yvelines 2016 - Velocità a squadre: 3ª
Saint-Quentin-en-Yvelines 2016 - Keirin: 3ª
Saint-Quentin-en-Yvelines 2016 - Velocità: vincitrice
Berlino 2017 - Velocità a squadre: 6ª
Berlino 2017 - Keirin: 2ª
Berlino 2017 - Velocità: 8ª
Glasgow 2018 - Velocità a squadre: 6ª
Apeldoorn 2019 - Velocità a squadre: 4ª
Apeldoorn 2019 - Keirin: 7ª
Plovdiv 2020 - Velocità: 6ª
Plovdiv 2020 - Keirin: 5ª
- Giochi europei

Minsk 2019 - Velocità a squadre: 2ª
Minsk 2019 - Velocità: 7ª
Minsk 2019 - Keirin: vincitrice

## Riconoscimenti
- Sportivo lituano dell'anno nel 2009, 2010